# Hou Zhihui
Hou Zhihui (chinesisch 侯志慧, Pinyin hóu zhìhuì; * 18. März 1997 in Meitang, Kreis Guiyang) ist eine chinesische Gewichtheberin. Sie wurde 2021 in Tokio und 2024 in Paris Olympiasiegerin in der Gewichtsklasse bis 49 kg Körpergewicht.
Sie hält seit April 2021 mit 96 kg im Reißen und 213 kg im Zweikampf die aktuellen Weltrekorde in der 49-kg-Klasse.

## Werdegang
Hou Zhihui trat 2009 dem Gewichtheberteam der Provinz Hunan bei. 2015 nahm sie an den Junioren-Weltmeisterschaften in Breslau teil. In der Gewichtsklasse bis 48 kg konnte sie im Reißen Platz 2, im Stoßen Platz 1 und Zweikampf Platz 2 hinter ihrer Landsfrau Jiang Huihua belegen.
Bei den Weltmeisterschaften 2018 in Aşgabat trat Hou Zhihui in der 49-kg-Klasse an. Mit 93 kg im Reißen und 118 kg im Stoßen konnte sie in beiden Disziplinen und damit auch im Zweikampf Platz 2 vor Jiang Huihua sichern. Ihre beiden Kontrahentinnen aus Thailand wurden nach der WM des Dopings überführt und disqualifiziert. Somit bekam Hou nachträglich die drei Goldmedaillen zugesprochen.
2019 nahm Hou Zhihui erfolgreich an gleich mehreren internationalen Turnieren in der Gewichtsklasse bis 49 kg teil. So siegte sie im Februar beim IWF-Welt-Cup in Fuzhou und konnte im April auch bei den Asienmeisterschaften in Ningbo Gold holen, wobei sie die Nordkoreanerin Ri Song-gum hinter sich ließ. Bei den Weltmeisterschaften in Pattaya stieß sie ein Kilogramm weniger als ihrer chinesische Dauerrivalin Jiang Huihua und belegte mit 211 kg im Zweikampf den zweiten Rang. Im Dezember nahm sie an einem weiteren IWF-Welt-Cup teil, der in Tianjin ausgetragen wurde. Dort erreichte sie den dritten Platz hinter Jiang Huihua und Ri Song-gum.
2021 fanden die um ein Jahr verschobenen Asienmeisterschaften in Taschkent statt. Bei diesen belegte Hou Zhihui mit 96 kg im Reißen Rang 1, kam mit einer Leistung von 117 kg im Stoßen jedoch nur auf Platz 3. Im Zweikampf reichten die 213 kg zum sicheren Sieg vor Jiang Huihua und Saikhom Mirabai Chanu aus Indien.
Ihren bisherigen Karrierehöhepunkt erreichte Hou Zhihui im Sommer 2021 bei den Olympischen Spielen in Tokio. Dort trat sie im Gewichtheben in der 49-kg-Klasse an und konnte mit 94 kg im Reißen und 116 kg im Stoßen ihre Konkurrentinnen hinter sich lassen. Somit sicherte sie sich mit 210 kg in der Zweikampf-Wertung die olympische Goldmedaille vor Saikhom Mirabai Chanu und Windy Cantika Aisah aus Indonesien. Mit ihren Ergebnissen im Reißen, Stoßen und Zweikampf stellte sie zudem olympische Rekorde auf.
Hou Zhihui nahm an den Weltmeisterschaften 2022 in Bogotá teil. In der 49-kg-Klasse kam sie im Reißen mit 89 kg auf Rang 3 und im Stoßen mit 109 kg auf Rang 4. Insgesamt sicherte sie sich damit eine Bronzemedaille hinter Jiang Huihua und hinter Saikhom Mirabai Chanu. 2023 belegte sie bei den Asienmeisterschaften im südkoreanischen Jinju den 2. Platz.
Bei den Olympischen Spielen 2024 in Paris gewann sie ihre zweite Goldmedaille.

## Trivia
Die chinesische Botschaft in Sri Lanka kritisierte die Nachrichtenagentur des Konzerns Thomson Reuters für die Verwendung eines unvorteilhaften Fotos in einem Artikel über Hou Zhihuis Olympiaerfolg, das sie beim Ausführen des Reißens im Wettkampf zeigt.